# Pays réel

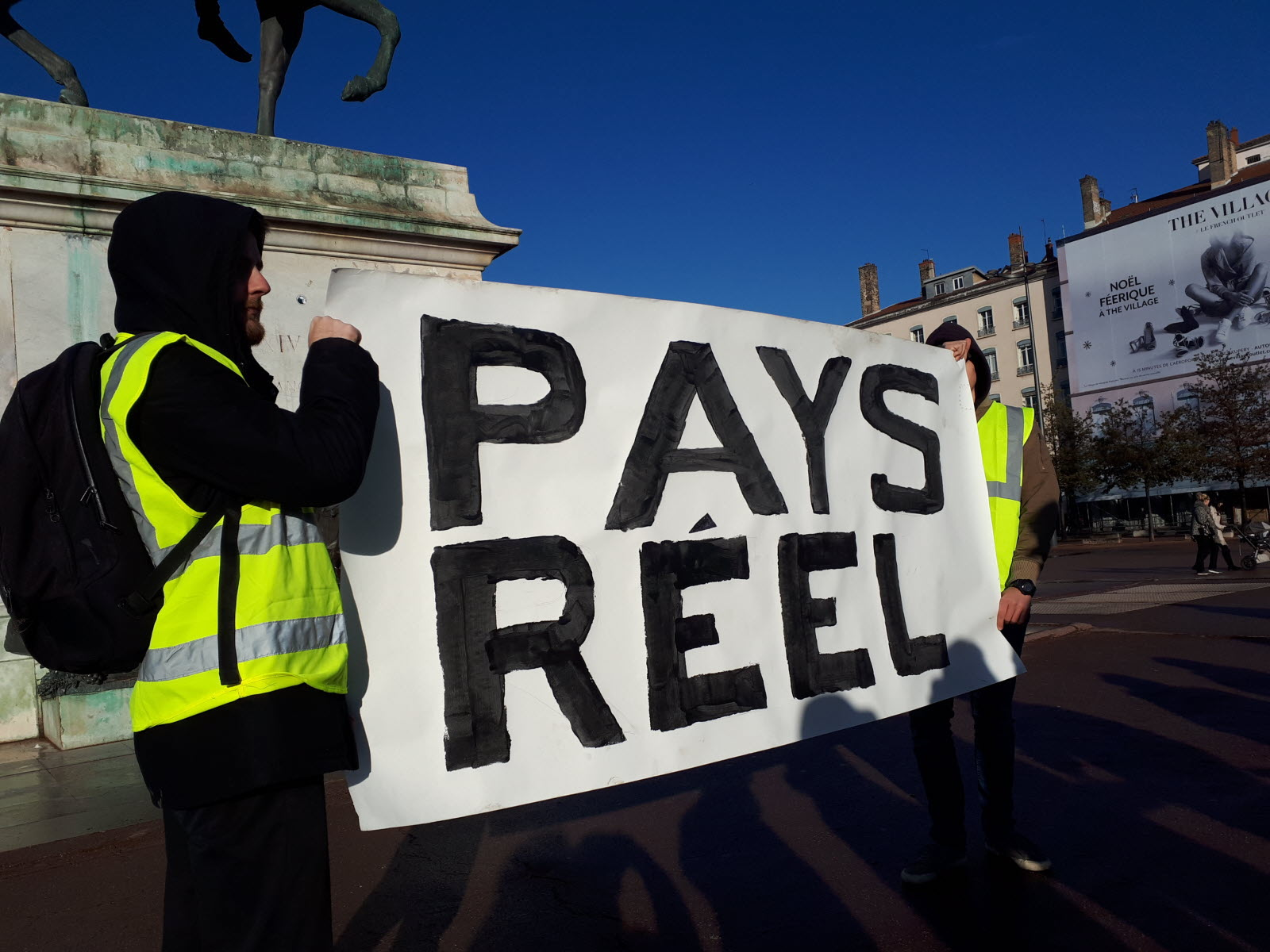
Manifestation des Gilets jaunes place Bellecour à Lyon le 24 novembre 2018. Deux manifestants portent une banderole avec l'inscription « pays réel ».

Le pays réel est un concept popularisé par le journaliste d'extrême droite Charles Maurras désignant la société civile et de façon étendue la nation. À l'inverse, le pays légal incarne les pouvoirs publics c'est-à-dire le gouvernement, les institutions centralisées et les partis.

## Origines
Les formules de pays réel et pays légal émergent au XIXe siècle comme une dénonciation du suffrage censitaire. Une des premières occurrences souvent citée en exemple se trouve chez Antoine Blanc de Saint-Bonnet dans son essai La Légitimité publié en 1873. Il fait référence aux Français privés du droit de vote sous la monarchie de Juillet, par opposition aux électeurs et aux élus censitaires. Le système parlementaire y est dénoncé comme « l'abolition du pays » et donc en opposition au pays réel. 

« Ne l'oublions pas, écrit-il, ce que l'on nomme ici (en régime parlementaire) une représentation de la France n'est qu'une représentation de tous les ambitieux de France. Le pays réel disparaît. »

— La Légitimité, 1873.
Antérieurement, d'autres hommes politiques et auteurs emploient ces termes notamment, Victor Hugo qui parle de « l'absorption du pays réel par le pays légal » dans Les Misérables en 1862. Le 31 décembre 1834, François Guizot, ministre de l'Instruction publique convoque les mêmes concepts à la Chambre des députés. 
La deux mots sont également employés par Pierre-Paul Royer-Collard, doctrinaire de la Restauration :

« Le pays légal, composé de cent mille électeurs investis de tous les droits politiques, et le pays réel, composé de plusieurs millions de contribuables privés de tous ces droits. »

Sous le Second Empire, Napoléon III souscrit à cette critique du suffrage censitaire lors d'un discours au Corps législatif.
À la fin du XIXe siècle, la formule est relancée par Charles Benoist qui mentionne le pays légal dans son ouvrage De l'organisation du suffrage universel publié en 1895. Il fait référence aux deux cents mille électeurs censitaires contre le « vrai pays vivant » et parle aussi de « pays illégal de politiciens ». C'est enfin Charles Maurras qui consacre les deux formules dans son journal L'Action française et ses ouvrages.

## Définitions

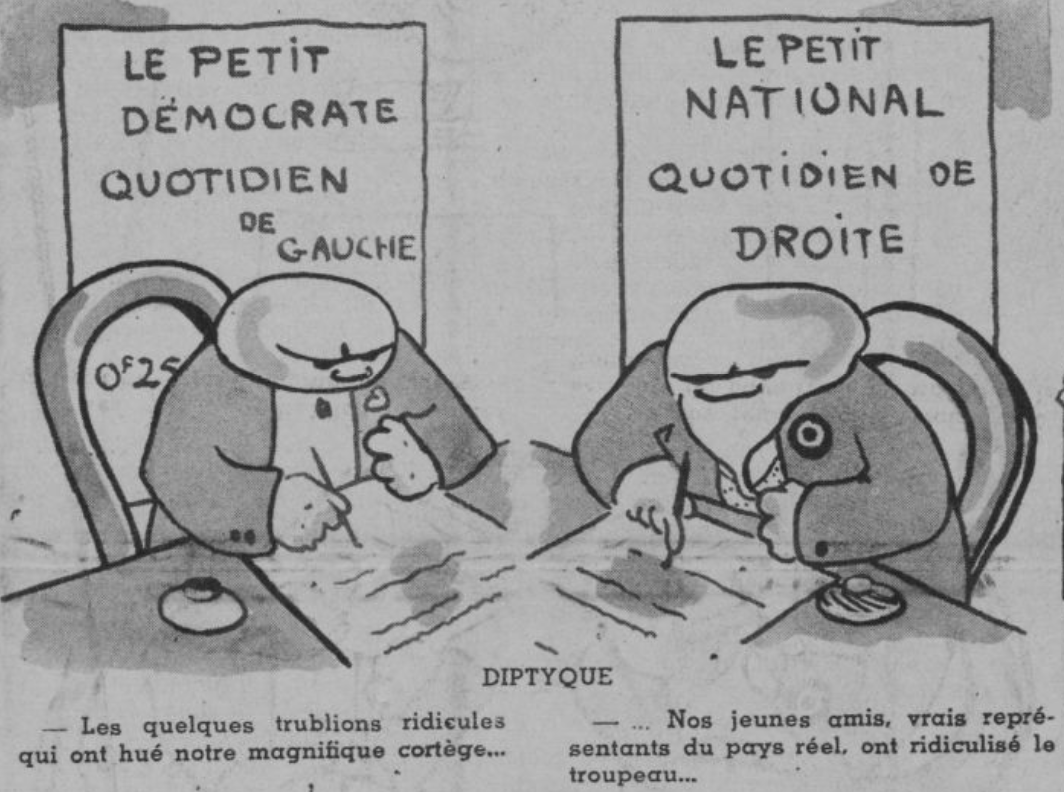
Caricature de la presse de gauche et de droite qui se targue d'être avec le pays réel dans Marianne du 29 juillet 1936.

Les deux notions de pays réel et pays légal sont employées généralement comme une dichotomie. En effet, la dualité du pays légal et du pays réel est un thème récurrent de l’Action française : le pays légal qui vote les lois et le pays réel qui pâtit des lois régulièrement votées lorsque celles-ci vont contre ses besoins. Charles Maurras entend faire cesser la séparation entre le pays légal et le pays réel à travers la restauration monarchique. Son nationalisme intégral s’appuie sur l’idée que le pays réel, existant depuis des temps immémoriaux, serait étouffé par le pays légal, l’État central jacobin aux mains des « quatre États confédérés » autrement dit « les juifs, les francs-maçons, les protestants et les métèques ».

### Pays réel
Pour Charles Maurras, le pays réel « c'est le pays sain, celui qui travaille, qui ne fait pas de politique ».

« Le pays réel est n'importequiste, je m'enfichiste, pas radical. Le pays réel a horreur de la politique. Le monde radical en a la passion. Il en vit. Le pays réel demande à l'État beaucoup moins que la protection et que l'assistance, plus de liberté : au juste la paix. »

— L'Action française, 15 octobre 1936.
Par ailleurs, le pays réel ne désigne pas seulement les individus mais recouvre aussi un patrimoine immatériel duquel les individus se transcendent par la morale et l'Histoire. 

« Le pays réel comprend l'immense masse française dépositaire des vertus de la race, l'autre constitué par le monde parlementaire et par tout ce qui gravite autour de lui d'intérêts et d'idéologies.  »

— Courrier royal, 10 juillet 1935.
Pour le journaliste Émile Vaast de la revue Combat, le pays réel renvoie aux « intérêts permanents de la patrie, matériels et spirituels, que servent les citoyens groupés dans leurs associations naturelles ou dans les ligues, nouveaux cadres ».
L'ancien député Pierre de Léotard définit le pays réel comme « la masse anonyme, mouvante et influençable des Français, désireux de donner leur opinion sur tous les sujets d'ordre général et particulier qui intéressent la vie d'un État et celle de ses membres ».

### Pays légal

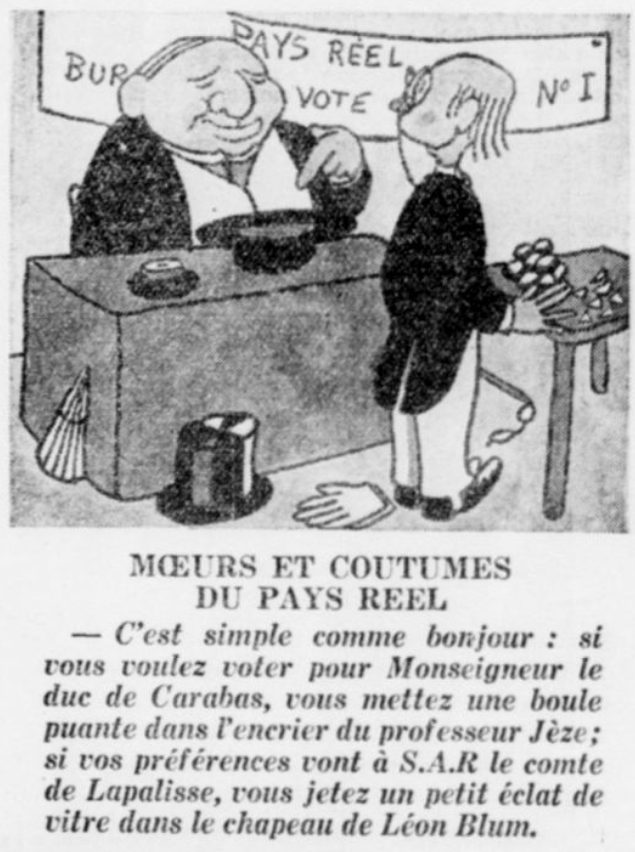
Caricature de Léon Daudet tenant un bureau de vote du pays réel dans Paris-Soir dimanche du 26 avril 1936.

Le pays légal est le « pays de la loi, le pays officiel » ce qu'on appelle aujourd'hui les pouvoirs publics décriés comme « les institutions établies qu'une clientèle exploite jusqu'à l'os ». Charles Maurras le définit de la façon suivante :

« Le pays officiel et légal, qui s'identifie au gouvernement parce qu'il en retire l'aliment de sa vie, ce petit pays constitutionnel commence néanmoins à voir et à entendre l'émotion qui gagne le pays vrai qui travaille et qui ne politique pas [...] Nous venons d'assister à des élections dites « républicaines » qui n'ont été que des coalitions d'intérêts organisées par de petits fonctionnaire inquiets. [...] Ce sont [...] 20 000 à 30 000 [citoyens] qui, aux jours d'élection, à la faveur d'occasions fortuites, font embrigader tout le reste. Par rapport à ce clan actif et politiquant, tout le reste des quarante millions d'habitants du pays est passif et politique, naît, vit, meurt, comme s'il était le sujet de ce souverain épars en 20 000 ou 30 000 membres. »

— Charles Maurras, Enquête sur la monarchie
Pierre de Léotard le résume ainsi :

« Le pays légal c'est la minorité de responsables ou d'élus, choisis, désignés ou imposés comme les plus dignes et les plus qualifiés pour gouverner la nation. »

— Le Petit Journal, 18 juillet 1941.

Le propre journal du Comte de Paris insiste sur la nature clientéliste du pays légal :

« Le pays légal est composé d'un certain nombre de vedettes politiciennes, suivies plus ou moins fidèlement par des clientèles, et qui s'efforcent de prolonger la vie du régime telle qu'elle s'est développée depuis un demi-siècle ; quelle que soit leur étiquette, qu'ils soient de droite, du centre ou de gauche, ces hommes, ces individualités (individualité n'étant pas synonyme de génie, ni même de personnalité) communient dans un idéal assez médiocre, qui est à peu près celui du parti radical à la belle époque, — un idéal de conservateurs camouflés et de réformateurs rusés, conservant tout en ayant l'air de détruire, réformant tout en vidant les réformes de leurs substances, et principalement occupés de se maintenir, eux et leurs clientèles, au milieu des avantages du pouvoir. »

— Courrier royal, 10 juillet 1935.

## Postérité et usages contemporains

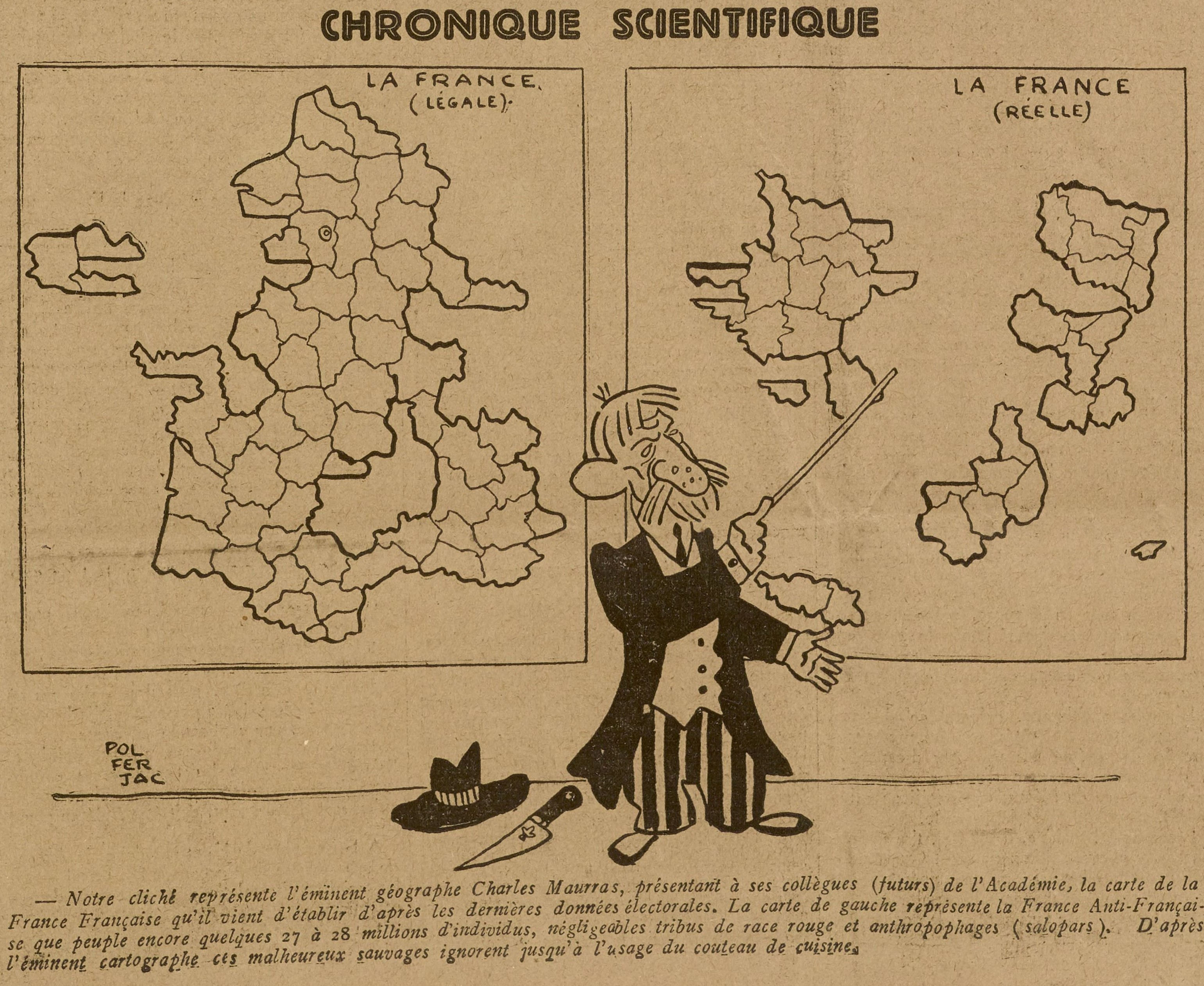
Caricature de Charles Maurras à propos du pays légal et pays réel dans La Lumière du 16 mai 1936.

Cette distinction maurrassienne est aujourd'hui passée dans le langage courant en vertu du fait que Maurras a séduit de brillants intellectuels et compté de nombreux disciples tout au long du xxe siècle.
En 1936, Léon Degrelle intitule le journal du mouvement rexiste Le Pays réel.
En 1981, l'ancien officier militaire Pierre Chateau-Jobert publie un livre intitulé La Voix du pays réel.
Le 19 novembre 2005, Nicolas Sarkozy justifie l'usage des mots polémiques « racailles » ou « karcher » à la suite de la mort par armes à feu d'un enfant de onze ans, pris entre les tirs de deux bandes rivales à La Courneuve :

« Jamais je n’ai senti un décalage aussi profond entre le pays virtuel, tel qu’il est décrit à longueur d’articles, et le pays réel […] J’ai voulu m’appuyer sur le pays réel qui a parfaitement compris que nous étions à une minute de vérité. »

En 2011, Nicolas Sarkozy a de nouveau recours à la formule maurrassienne.
En août 2012, Jean-François Copé déclare faire plus confiance « au pays réel qu'aux sondages ».
En 2016, le journal suisse Le Temps et la journaliste Paule Masson dans L'Humanité emploient la formule,.
Le 18 septembre 2016, le conseiller régional d'Île-de-France socialiste Julien Dray mentionne le pays réel dans un entretien.
Le député socialiste Kader Arif emploie la formule de « pays réel » lors d'un déplacement du président François Hollande à Ayguesvives en novembre 2016.

En novembre 2016, François Sauvadet, Maurice Leroy, Sylvie Goy-Chavent, Meyer Habib, Rudy Salles, François Rochebloine, Hervé Morin, Francis Hillmeyer et Yvan Lachaud expriment leur soutien à François Fillon en vue du second tour de la primaire de la droite et du centre. Dans ce texte cosigné, les élus opposent le pouvoir socialiste au pays réel. De même, Roger Chudeau du parti Les Républicains déclare :

« L'ampleur du succès de François Fillon est une surprise, mais je sentais venir cette lame de fond sur le terrain. Il y avait un décalage entre la médiasphère, les sondages, et le pays réel. »

En mars 2017, Steve Bannon, conseiller stratégique de Donald Trump, déclare à un diplomate français à Washington que Charles Maurras figure dans ses maîtres à penser,.

« Il y a chez Charles Maurras cette opposition entre pays réel et pays légal. Car le seul cadre où la liberté des peuples peut s'épanouir, c'est l’État nation. C'est le nationalisme intégral. »

En février 2018, Laurent Wauquiez déclare s'adresser à la « France réelle ».
Le 15 novembre 2018, le porte parole du gouvernement Benjamin Griveaux pense citer l'historien Marc Bloch en parlant de la dualité entre pays légal et pays réel.
Le 3 février 2020, la député France Insoumise Clémentine Autain parle de « pays réel » lors d'une commission spéciale chargée d'examiner le projet de loi instituant un système universel de retraite.
Le 12 février 2020, le président de la République Emmanuel Macron évoque le décalage entre le pays légal et le pays réel :

« Le problème qu’on a, politiquement, c’est qu’on a pu donner le sentiment à nos concitoyens qu’il y avait un pays légal et un pays réel. Et que nous on savait s’occuper du pays légal - moi le premier -, et que le pays réel ne bougeait pas. »

En réaction aux propos du président, François Ruffin fait sienne l'expression de pays réel lors d'un débat parlementaire sur le système universel de retraite.

« Avec nous, c'est un parfum du pays réel qui pénètre dans l'hémicycle. Nous essayons d'être une incarnation de ce pays réel. »

Le 20 mars 2023, le député François Cormier-Bouligeon affirme qu'organiser un référendum sur la réforme des retraites, « ce serait entériner la distinction entre le pays réel et le pays légal ».
Le 21 décembre 2023, le ministre de l'Intérieur Gérald Darmanin dénonce le « canyon » existant selon lui entre le « monde médiatico-parisien » et le « pays réel » au sujet de l'immigration,.
Le 15 juin 2024, le sénateur belge Georges-Louis Bouchez assume l'emploi de l'expression « pays réel » pour traduire l'idée du « petit monde face aux vrais gens ».
En avril 2025, la rhétorique de Marine Le Pen, suite à sa condamnation à une peine d'inéligibilité de 5 ans, est assimilée à la dichotomie entre le pays légal et le pays réel.